# Újvilági keselyűfélék
Az újvilági keselyűfélék vagy pulykakeselyű-félék (Cathartidae) a madarak (Aves) osztályába és az újvilági keselyűalakúak (Cathartiformes) rendjébe tartozó család.

## Rendszertani besorolásuk
Az újvilági keselyűfélék nem alkotnak monofiletikus kládot az óvilági keselyűformákkal (Aegypiinae), minden hasonlóság a két madárcsoport között a konvergens evolúció műve. Az újvilági keselyűfélék családja, a rokon, de mára már fosszilis Teratornithidae családdal együtt alkotják az újonnan létrehozott újvilági keselyűalakúak (Cathartiformes) rendjét. Ez a rend pedig rokonságban áll a vágómadár-alakúak (Accipitriformes) népes rendjével.
Ebbe a családba 5 recens madárnem és 7 élő faj tartozik. Egy nemen kívül - melyben három élő faj van -, az összes többibe csak egy-egy élő faj tartozik, kivételt képez a Vultur madárnem, melybe tényleg csak az andoki kondor van. A többi 1-1 élő fajjal rendelkező nemekbe fosszilis fajok is tartoznak.
Leghamarabb az idetartozó fajokat, az újvilági keselyűfélék név alatt a sólyomalakúak (Falconiformes) rendjébe sorolták be. Később, a 20. század vége felé egyes ornitológusok a karotípust, az alaktant és a viselkedést véve számba data. a gólyaalakúak (Ciconiiformes) rendjébe helyezték át a családot. Ekkortájt az újvilági keselyűfélék ugyanazon a taxonszinten voltak, mint a gólyafélék (Ciconiidae) és a gémfélék (Ardeidae) - ez utóbbi családot is azóta kivonták a gólyaalakúak közül. 1990-ben Sibley és Monroe annyira közeli rokonságba állították a gólyaféléket és az újvilági keselyűféléket, hogy az utóbbit az előbbinek az alcsaládjaként próbálták kezelni. Ezt viszont többen is visszautasították, és a korai DNS-vizsgálatok elvégzésével fény derült az újvilági keselyűfélék igazi rendszertani besorolására. Létrejött az önálló újvilági keselyűalakúak rendje, mely valójában nem áll közeli rokonságban a gólyafélékkel és a gémfélékkel; de ugyanez a korai vizsgálatok a vágómadár-alakúaktól is elszakították az új rend madarait.
Azonban a legújabb, úgynevezett több-lokuszos DNS-vizsgálatok, melyek a madárcsoportok közt evolúciós rokonsági kapcsolatait hivatottak feltárni, bebizonyították, hogy az újvilági keselyűalakúak tényleg közeli rokonságban állnak a vágómadár-alakúakkal és eléggé távol a sólyomalakúaktól, illetve a gólyaalakúaktól - egyébként az egymásra hasonló és ugyanolyan életmódot folytató vágómadár-alakúak és sólyomalakúak sem állnak közeli rokonságban egymással; a hasonlóság itt is a konvergens evolúció eredménye. Hogy az újvilági keselyűalakúak külön rendet alkotnak, vagy besorolhatók-e a vágómadár-alakúak közé, még nincsen pontosan meghatározva, de valószínűbb, hogy a kettő testvércsoportokat alkotnak. A vágómadár-alakúak rendje jóval népesebb és változatosabb. E két madárrend az újonnan létrehozott Afroaves nevű madárklád bazális, azaz alapi csoportját alkotják.

## Rendszerezés
A családba az alábbi 5 élő madárnem tartozik:
- Cathartes Illiger, 1811 – 3 faj; típusnem
- Coragyps LeMaout, 1853 - 1 élő faj és 1 fosszilis faj[17][18]
- Gymnogyps Lesson, 1842 – 1 élő faj és 4 fosszilis faj[19][20]
- Sarcoramphus Duméril, 1805 – 1 élő faj és 2 fosszilis faj[21]
- Vultur Linnaeus, 1758 – 1 faj
  - andoki kondor (Vultur gryphus) Linnaeus, 1758[22]

### Fosszilis fajok
Több fosszilis maradvány idetartozása vitatott, vagy bazális képviselői e csoportnak. Nincs egyértelmű bizonyíték arra, miszerint a neogén földtörténet időszak - amely 23,03 millió évvel ezelőtt kezdődött a paleogén időszak után, és 2,588 millió évvel ezelőtt ért véget a negyedidőszak kezdetekor -, idején Európa területén is léteztek. Annyi biztos, hogy a mai 7 élő fajjal szemben, a pliocén-pleisztocén kori újvilági keselyűfélék családja jóval népesebb volt. Fajszámban, méretben és életmódban majdnem ugyanolyan változatosak voltak, mint rokonaik az óvilági keselyűformák.
Az alábbi lista a fosszilis fajokat foglalja magába; kivételt képeznek azok, melyek a fenti recens nemekbe tartoznak:
- Diatropornis („európai kondor”) késő eocén/kora oligocén –? középső oligocén; Franciaország[24]
- Phasmagyps eocén; Colorado.[24][25]
- Cathartidae gen. et sp. indet. (késő oligocén; Mongólia)[24]
- Brasilogyps késő oligocén – kora miocén; Brazília[24]
- Hadrogyps („amerikai törpe kondor”) középső miocén; Délnyugat-Észak-Amerika[24]
- Cathartidae gen. et sp. indet. késő miocén/kora pliocén; Lee Creek Mine, USA[26]
- Pliogyps („miocéni kondor”) késő miocén – késő pliocén; Dél-Észak-Amerika[24]
- Perugyps („perui kondor”) Pisco késő miocén/késő pliocén; Peru dél-középső része[26]
- Dryornis („argentínai kondor”) kora-késő? pliocén; Argentína; talán a modern Vultur nembe tartozik[24]
- Cathartidae gen. et sp. indet. (középső pliocén; Argentína[26]
- Aizenogyps („dél-amerikai kondor”) késő pliocén; Délkelet-Észak-Amerika[24]
- Breagyps  („hosszúlábú kondor”)" késő pleisztocén; Délnyugat-Észak-Amerika[24]
- Geronogyps késő pleisztocén; Argentína and Peru[24]
- Wingegyps („amazonasi kondor”) késő pleisztocén; Brazília[27]
- Cathartidae gen. et sp. indet. (Kuba)[28]

## Képek az élő fajokról

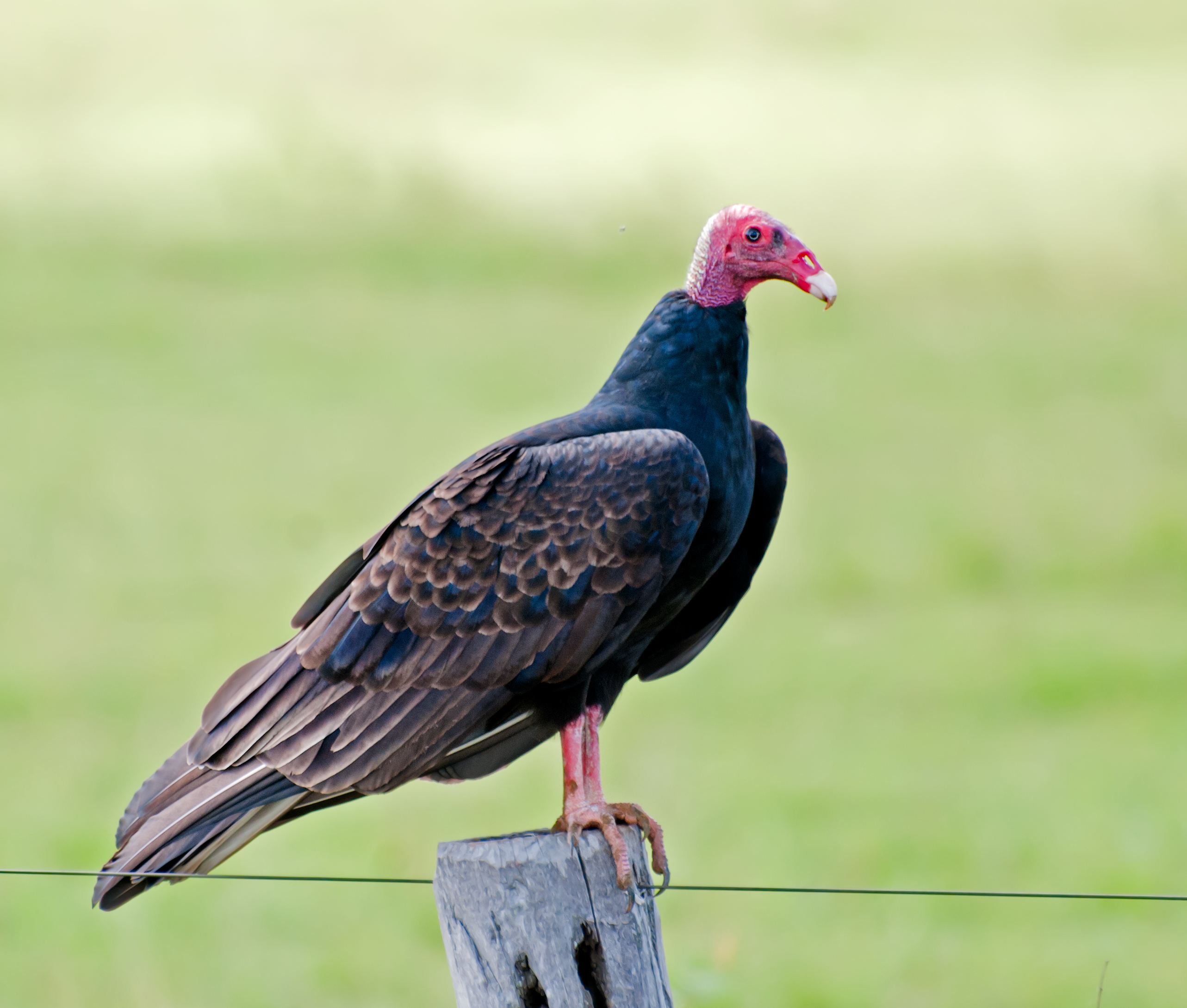
Cathartes aura
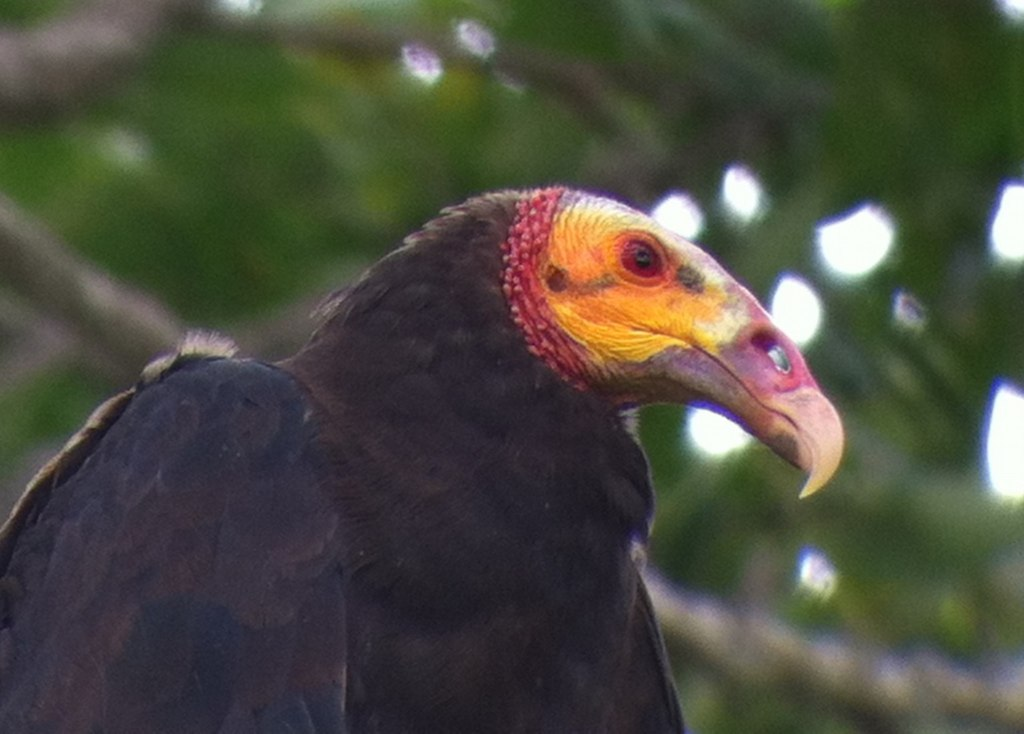
Cathartes burrovianus
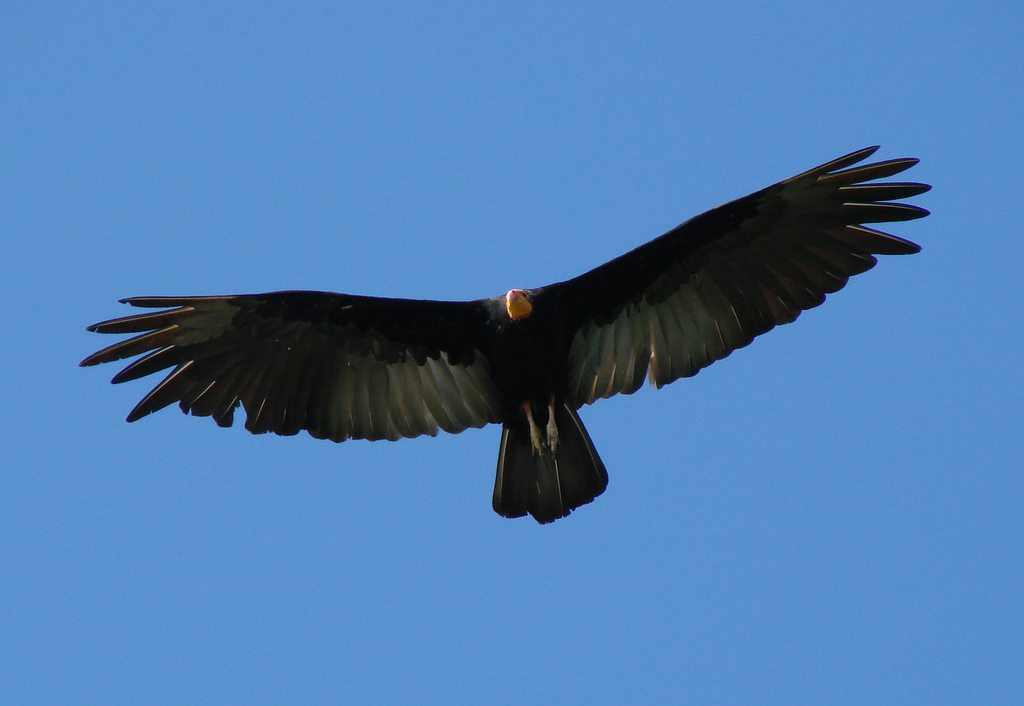
Cathartes melambrotus
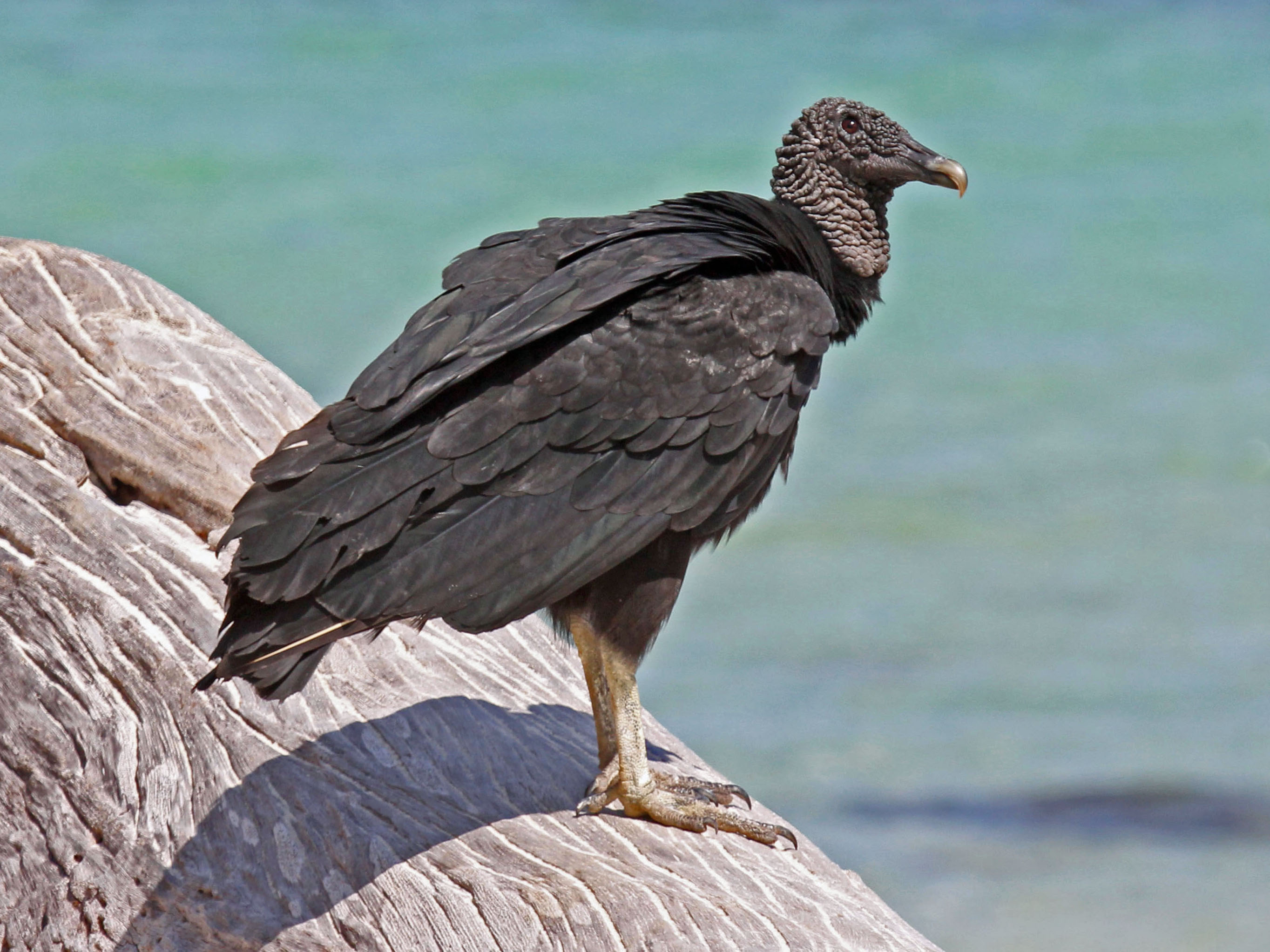
Coragyps atratus
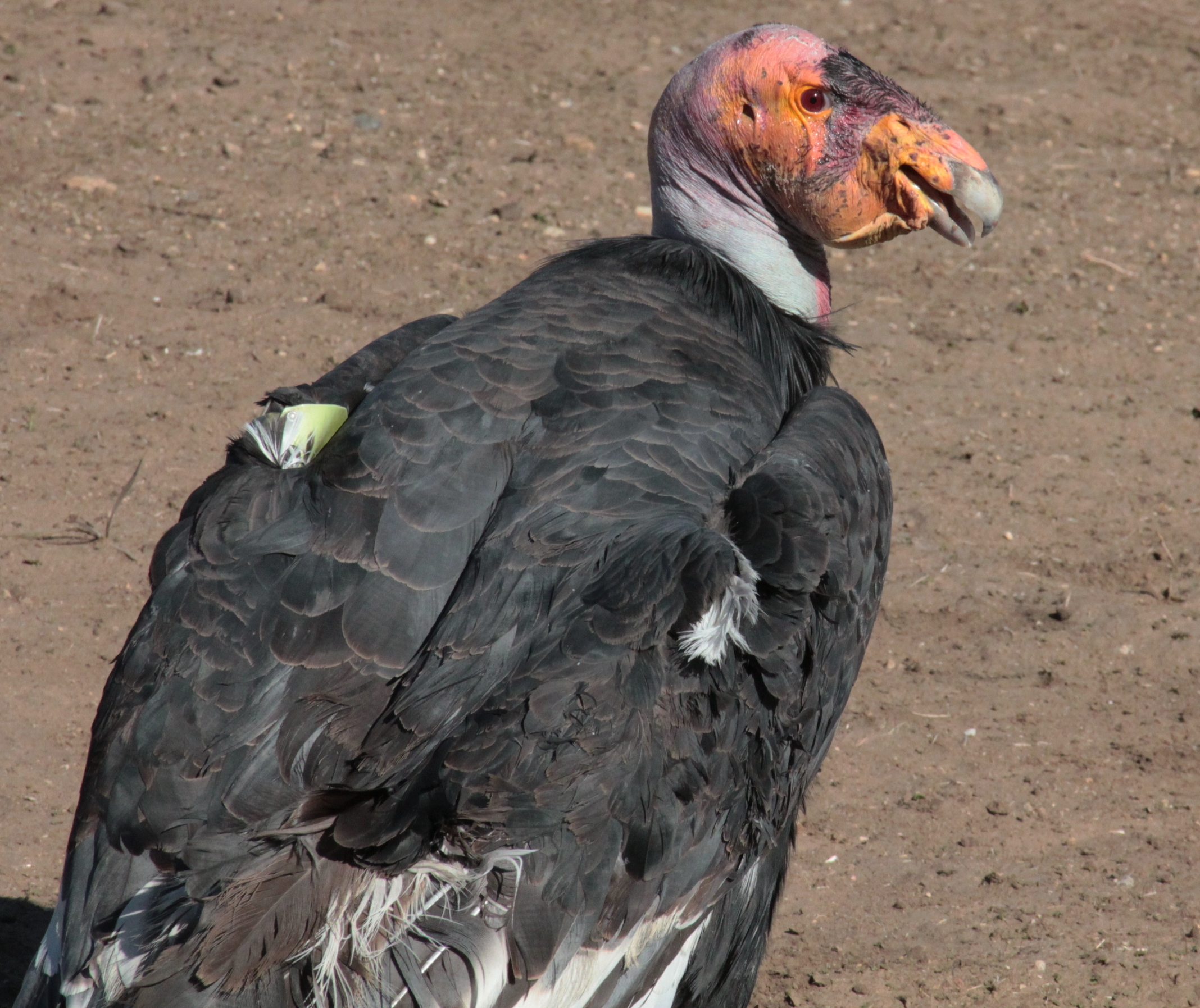
Gymnogyps californianus
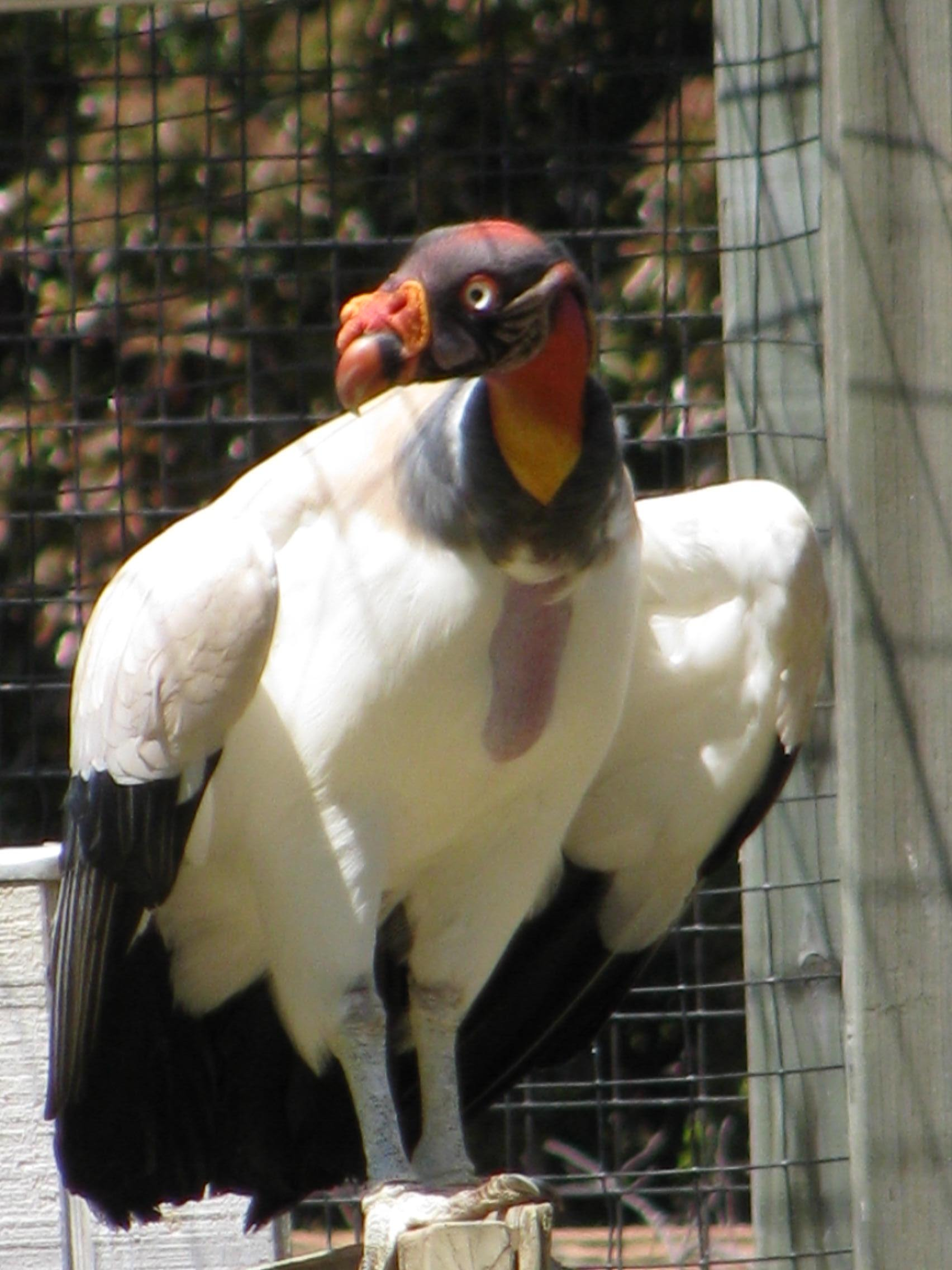
Sarcoramphus papa
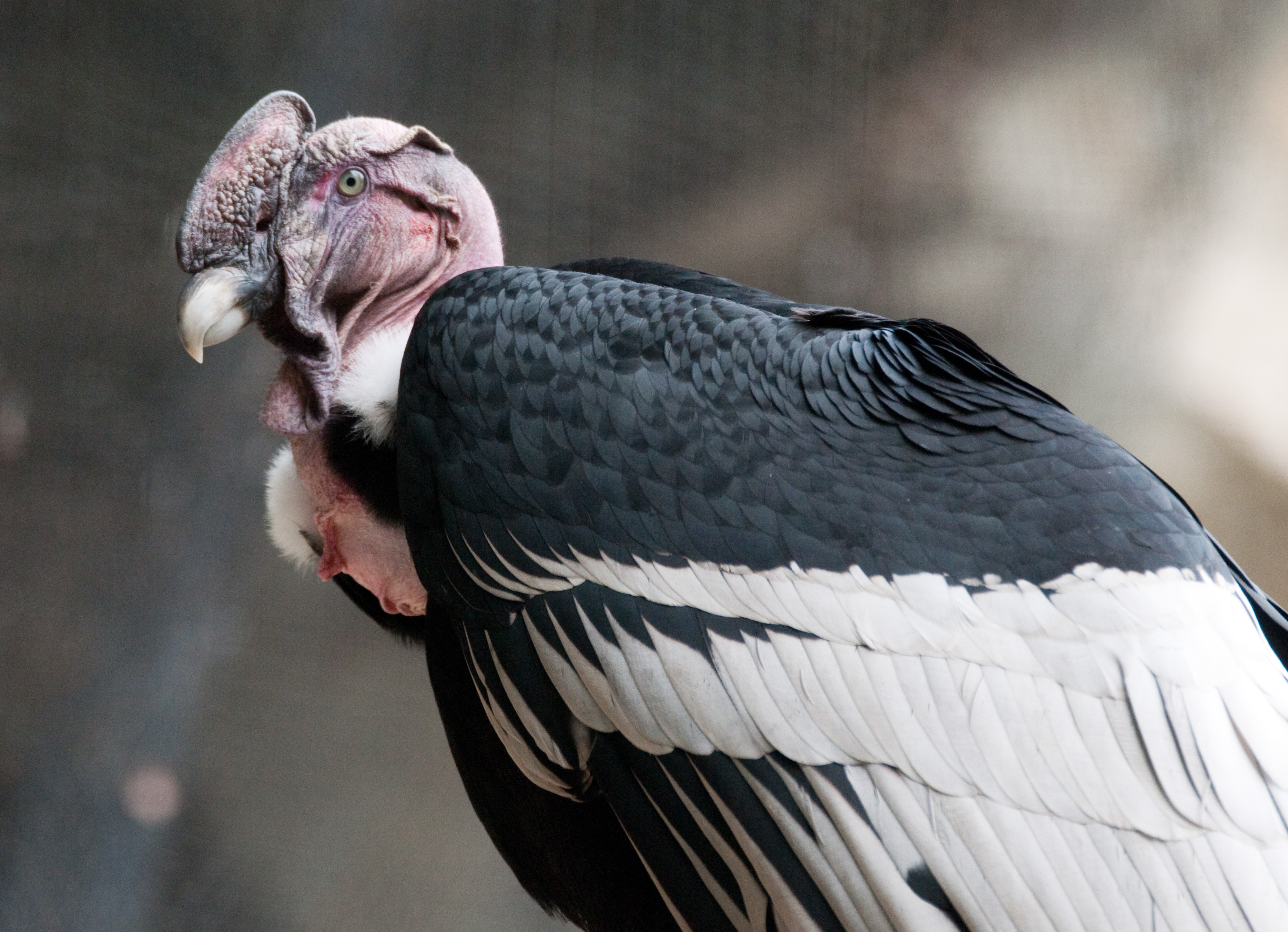
Vultur gryphus

## Fordítás
- Ez a szócikk részben vagy egészben  a   New World vulture című angol Wikipédia-szócikk ezen változatának fordításán alapul.  Az eredeti cikk szerkesztőit annak laptörténete sorolja fel. Ez a jelzés csupán a megfogalmazás eredetét és a szerzői jogokat jelzi, nem szolgál a cikkben szereplő információk forrásmegjelöléseként.